# Новосовхозний (Адамовський район)
Новосовхо́зний (рос. Новосовхозный) — селище у складі Адамовського району Оренбурзької області, Росія.

## Населення
Населення — 163 особи (2010; 328 у 2002).
Національний склад (станом на 2002 рік):
- казахи — 54 %
- росіяни — 34 %